# Albert Heremans
Albert Heremans (Merchtem, 13 aprile 1906 – 15 dicembre 1997) è stato un calciatore belga, di ruolo attaccante.